# A. J. Foyt
Anthony Joseph Foyt, Jr. (Houston, 1935. január 16. –) amerikai autóversenyző, négyszeres Indianapolisi 500-as győztes. Pályafutása során, 1967-ben megnyerte a Le Mans-i 24 órás versenyt.

## Pályafutása

### Indianapolisi 500
Első Indy 500-as versenyét 1958-ban teljesítette egy Kuzma-Offenhauser volánja mögött. Akkor a 16. helyen végzett, ám a következő évben, ugyanazzal az autóval a 10. helyen zárta a versenyt. 1960-ban Kurtis egy Kraft-Offenhausert vezetett Indianapolisban, amellyel a 25. helyen ért célba.
1961-ben egy Trevis-Offyval állt rajthoz a legendás Indy 500-on, ahol megszerezte élete első győzelmét Eddie Sachs és az újonc Rodger Ward előtt. A következő évben nem volt ilyen szerencsés, mivel a 23. helyen zárta a versenyt, szintén egy Trevissel, majd 1963-ban bezsebelt egy 3. helyet a legendás aszfaltcsíkon.
1964-ben új autóval, egy Watson-Offyval indult a legendás versenyen és az 5. helyről indulva másodszor is megnyerte az Indianapolis 500-at. Egy évvel később megszerezte első pole-pozícióját az Indy 500-on, de a futamon váltóhiba miatt csupán a 15. helyen ért célba. 1966-ban a futam első körében kiesett, miután egy tömegbalesetbe keverdett. Egy évvel később, 1967-ben, a 4. helyről indulva harmadszor is elsőként ért célba Indianapolisban. Ezt egy hosszú, győzelem nélküli korszak követte, bár '75-ben és '76-ban egy második és egy harmadik helyet szerzett. 1977-ben megszerezte utolsó Indy 500-as győzelmét egy Coyote-Foyttal. A következő évek már hullámvasútszerű teljesítményt hoztak, utolsó versenyét a legendás versenypályán 1992-ben futotta.

### Indy 500-as eredményei
| Év   | Modell         | Motor     | Rajthely | Célban |
| ---- | -------------- | --------- | -------- | ------ |
| 1958 | Kuzma/Brauner  | Offy      | 12.      | 16.    |
| 1959 | Kuzma          | Offy      | 17.      | 10.    |
| 1960 | Kurtis/Epperly | Offy      | 16.      | 25.    |
| 1961 | Trevis         | Offy      | 7.       | 1.     |
| 1962 | Trevis         | Offy      | 5.       | 23.    |
| 1963 | Trevis         | Offy      | 8.       | 3.     |
| 1964 | Watson         | Offy      | 5.       | 1.     |
| 1965 | Lotus 34       | Ford      | 1.       | 15.    |
| 1966 | Lotus 38       | Ford      | 18.      | 26.    |
| 1967 | Coyote         | Ford      | 4.       | 1.     |
| 1968 | Coyote         | Ford      | 8.       | 20.    |
| 1969 | Coyote/Kuzma   | Ford      | 1.       | 8.     |
| 1970 | Coyote         | Ford      | 3.       | 10.    |
| 1971 | Coyote         | Ford      | 6.       | 3.     |
| 1972 | Coyote         | Foyt      | 17.      | 25.    |
| 1973 | Coyote/Riley   | Foyt      | 23.      | 25.    |
| 1974 | Coyote         | Foyt      | 1.       | 15.    |
| 1975 | Coyote         | Foyt      | 1.       | 3.     |
| 1976 | Coyote         | Foyt      | 5.       | 2.     |
| 1977 | Coyote         | Foyt      | 4.       | 1.     |
| 1978 | Coyote         | Foyt      | 20.      | 7.     |
| 1979 | Parnelli       | Cosworth  | 6.       | 2.     |
| 1980 | Parnelli       | Cosworth  | 12.      | 14.    |
| 1981 | Coyote         | Cosworth  | 3.       | 13.    |
| 1982 | March 82C      | Cosworth  | 3.       | 19.    |
| 1983 | March 83C      | Cosworth  | 24.      | 31.    |
| 1984 | March 84C      | Cosworth  | 12.      | 6.     |
| 1985 | March 85C      | Cosworth  | 21.      | 28.    |
| 1986 | March 86C      | Cosworth  | 21.      | 24.    |
| 1987 | Lola           | Cosworth  | 4.       | 19.    |
| 1988 | Lola           | Cosworth  | 22.      | 26.    |
| 1989 | Lola           | Cosworth  | 10.      | 5.     |
| 1990 | Lola           | Chevrolet | 8.       | 6.     |
| 1991 | Lola           | Chevrolet | 2.       | 28.    |
| 1992 | Lola           | Chevrolet | 23.      | 9.     |

### NASCAR
1963-ban belevágott a NASCAR pályafutásába a Daytona 500 erejéig, azonban csupán sikertelen versenyeket tudhatott maga mögött. 1971-ben az élről indult Daytona-ban, majd 1972-ben megszerezte egyetlen győzelmét a versenyen. 1992-ben indult utoljára a Daytona 500 mérföldes viadalon, majd a szintén a NASCAR égisze alá tartozó Craftsman Truck Seriesben is indult egy-egy verseny erejéig 1995-ben és 1996-ban.

### USAC Stock Car Series
1973-ban a USAC-hez tartozó Stock Car sorozatban indult, ahol végig a Gilmore Racingnél versenyzett, egészen 1982-ig. Stock Car-pályafutása alatt 90 versenyen indult ebből 23 futamot nyert meg és kétszer megnyerte a bajnokságot is. 1979-ben úgy nyerte meg a sorozatot, hogy a szezon 7 futamából 5-öt megnyert, egyszer volt második és tizenkettedik.

### CART
1979-ben a Gilmore Racing-el részt vett a CART sorozat versenyein. Debütáló évében egy futamon indult Indianapolis-ban, ahol a 2. helyen végzett, ezzel megszerezte egyetlen dobogós helyezését. A.J. Foyt összesen 95 CART futamon vett részt, ebből kétszer nem indult, négyszer visszalépett, kétszer pedig nem kvalifikálta magát a versenyre.

## Magánélete
A.J. Foyt-nak van egy örökbefogadott fia, Larry Foyt, valamint egy unokája, A.J. Foyt IV, aki szintén autóversenyző. Keresztfia, John Andretti, szintén NASCAR versenyező. Két farmja van Hockley-ban és Brackettville-ben (Texas).